# Spherillo hiurai
Spherillo hiurai is een pissebed uit de familie Armadillidae. De wetenschappelijke naam van de soort is voor het eerst geldig gepubliceerd in 1991 door Nunomura.